# 上ノ宮絵理沙
上ノ宮 絵理沙（かみのみや えりさ、本名同じ、1985年3月1日 - ） は、日本のギャルファッションモデル。雑誌『小悪魔ageha』や『BETTY〔ベティ〕』におけるかつての活動や、アパレルブランド『Aphrodite（アプロディーテ）』のプロデュース、ならびにブロガーとしての活動などから特にその名を知られてきた。
かねてより過激な内容の投稿で自身のブログを炎上させてきたことから“炎上クイーン”の異名を持つ。自著にこの異名を冠して題名とした『炎上クイーン』がある。

## 来歴

### 生い立ち
東京都小平市に出生。家族構成は父、母、妹。父は顔は出さないが上ノ宮の公式ブログに登場し、母と妹はファッション雑誌で幾度か共演している。
1997年、中学1年のときにギャルデビュー。高校卒業後、ネイルの専門学校に入学。専門学校卒業後、1年半のネイルサロン勤務を経てネイリストとして独立した。

### モデル業
1998年にギャルファッション雑誌『エゴシステム』にて読者モデルデビュー。2005年11月、雑誌『小悪魔ageha』の前身『小悪魔&nuts』にて、本格的にモデル活動を開始。2006年に誌名が『小悪魔ageha』に変更され、レギュラー出演となった。以降3年間毎号登場したものの、やがて同誌を去った。いわく自身の選択に基づく辞退であったのだという。
2007年頃から『小悪魔ageha』以外でもモデル活動をするようになった。2008年からはカラコンセクシービジョンモデル、バストケアイメージモデル、関西地区フリーペーパー「ゲーテ」イメージモデル、広島・九州地区の、ヘアーサロン等のイメージモデルを務める。
2009年半ばに創刊された隔月発行のギャル系ファッション雑誌『BETTY』に読者モデルとして登場。『小悪魔ageha』のモデルを辞めてから約半年ぶりの雑誌モデル活動であったが、こちらも何のアナウンスもなく出演しなくなった。

### その他
写真集シリーズ「妄撮」の4作目で読者モデル月本えりがプロデュースした『読モーサツ』（2009年）にモデルとして登場。翌2010年の半ば頃に自身初の自叙伝『炎上クイーン』を発表した。同著の発売により、マイコミジャーナル、産経スポーツ などにインタビュー記事や著書内で披露したセミヌードの一部が掲載された。
2010年5月12日発売のclub Princeのシングル「シャンパンダ!!」のミュージックビデオに出演。

## 美容整形
女性週刊誌『女性自身』に自ら語ったところによれば、18歳から27歳に至るまでの9年間で、総数100回以上、あわせて1500万円以上を美容整形に費やしてきたという。いわく、初の施術は鼻の整形で、以降、顔面へのボトックス注射、顎へのヒアルロン酸注入、眼瞼挙筋短縮（二重まぶたへ）、二の腕への脂肪溶解注射、太ももへのボトックス注射、胸部へのヒアルロン酸注入、などなど、多種多様な美容整形手術を受けてきたという。

## 私生活
過去にAVへの出演、ブルセラをしていたのではないかという疑惑が一部ネット上で流れた。上ノ宮本人は公式ブログでこの噂に反応し、「（映像、写真ともに）合成」であると否定している。2009年8月に受けたサイゾーウーマンのインタビューでも否定の意を示している。
公式ブログでいくつか病気を抱えていることを告白している。これまでに公表したのは不眠症、記憶障害、うつ病、パニック障害、自律神経失調症などである。不眠症は子供の時から悩んでいるという。記憶障害については、逆ナンパした男性の顔を忘れる、うつ病は2009年4月頃からでうつ病が原因で交際していた男性を破局したことなど具体的な例を挙げて告白している。2010年1月23日付けの記事では「自閉症になりつつある」と告白しているが、多数のブログ読者から自閉症は先天性の障害であると指摘された。

## ブログ
2008年6月にアメーバブログにて公式ブログ『ERISA'S ROOM』を開設、更新開始。2009年8月時点で、平均月間200〜300万PVを記録し、高いアクセス数からランキングトップ10の常連となっていた。2009年5月末頃、ブログの管理会社（前事務所）とのトラブルにより自由に更新できなくなったことを告白したが、のちに新たな管理会社が見つかり自由に更新できていたようである。アメブロの記事は掲載後、何らかの理由で削除される場合がある。上ノ宮は、アメブロの管理会社が勝手に削除し、2010年始めに「ブログに掲載する前に記事を一度担当者にメールで送らなければならない」といった旨の契約書を書かされたと主張している。更にその担当者が4人おり、記事を書いてから実際に掲載されるまで最短30分かかるとも主張した。これが、制約が比較的緩い、クルーズブログでブログを始めたきっかけになったと語っている。
2009年9月17日に、モバゲーに参入した。有名人ブログランキングの他、モデル部門、更新頻度で常にランキングの上位に入った。最初はコメント欄を設けていたが、しばらくして閉鎖された。2010年4月31日にモバゲーのブログは閉鎖された。終了した原因はアメブロの管理会社からのモバゲーの管理会社ディー・エヌ・エーに脅迫や嫌がらせの電話があったからだと主張している。しかし、ディー・エヌ・エーは『探偵ファイル』の取材において、これを否定しており、それどころか上ノ宮という人物そのものを知らなかったと答えている。
2010年4月23日にモバゲーブログにおいて、クルーズブログに移行すると発表した。当初は5月1日から更新を開始する予定だったが、4月30日に変更された。ブログ名は『上ノ宮絵理沙secretブログ』であり、「今まで書けなかった秘密を書く」という思いが込められている。部門は日記総合、セレブ、ヘア/ネイルの順に移動している。
2010年7月9日からツイッターを始めた。同年8月31日からGREEでブログが開設された。9月8日に理由は不明だが閉鎖された後、10日に再開した。

### ブログの特徴
ブログでは、仕事の裏話、美容関連の情報などが中心だが、読者からの質問に答えたり、恋人や友人などに関する赤裸々な内容を綴ることもある。体調不良を訴える内容の記事も多く、自身が抱える病気について告白することもある。ブログの内容が度々問題になることもあり、それに関して『サイゾーウーマン』のインタビューを受けたり、ゴシップサイト『探偵ファイル』では数回に亘って取り上げられている。
鉄人社の鉄人ノンフィクションシリーズ『消されたブログ』に、過去の炎上を引き起こした記事が紹介され「炎上クイーン」と称された。後者については本人がブログで言及したり、ブログのプロフィール欄で自ら名乗り、ついには自叙伝の題名として採用した。また、目次に書かれた名前の漢字が間違っていると指摘している。

## 出演

### 雑誌
- 『エゴシステム』
- 『小悪魔ageha』
- 『BETTY』

### 書籍
- 『読モーサツ』（講談社、2009年6月11日）[28]
- 『炎上クイーン』（講談社、2010年7月15日）

### 広告
- カラコンセクシービジョン
- スリムビューティーハウス
- 湘南美容外科クリニック　モデルラボ（西岡弘記医師）
- フリーペーパー「ゲーテ」
- ドレスショップボルビヨン

### ショー／イベント
- 渋谷ガールズコレクション 2009年春夏 （2009年3月8日）[29]
- 『Venus Collection』（2009年12月21日） 共/武田静加（『Happie nuts』）、根本弥生（『egg』）、奈々子（『小悪魔ageha』）

### テレビ番組
- ロンドンハーツ（テレビ朝日）
- 学校へ行こう!（TBS）
- goro's bar（TBS）
- Dの嵐（日本テレビ）
- ギャルモリ「goomo」

### その他
- DVD：『キラモリ』（2009年6月23日発売） 共/早川沙世、純恋、一条京香、家村マリエ、きんきら☆きん、滝沢麗奈、みぽ、椿姫彩菜[30]
- ミュージックビデオ：「シャンパンダ！！」（club Prince、2010年5月） 共/浜田ブリトニー、エスパー伊東、白咲姫香[31]